# سيكتوس الأول
سيكتوس الأول هو بابا الكنيسة الكاثوليكية وقديس وفق المعتقدات المسيحية، كما أنه سابع من شغل منصب البابا وفق قائمة بابوات الكنيسة الكاثوليكية الرسميّة، تولى أسقفية روما بين عامي 117 أو 119 وحتى 126 و128 خلفًا للبابا ألكسندر الأول، وفق الوثائق القديمة يلفظ اسمه إيكسيتوس.
وفق دليل الباباوات السنوي الصادر عن الكرسي الرسولي وكذلك وفق بحوث مستقلة عن الكنيسة الكاثوليكية واستنادًا إلى المصادر القديمة، فإن هذا البابا امتدت حبريته خلال عهد الإمبراطور هادريان وآخرين، وتم التوافق بشكل عام على تحديدها بين عامي 117 و126.
يعود للبابا سيكتوس الفضل في وضع العديد من التقاليد الكاثوليكية الرومانية الطقسية والإداريّة، إلا أن بعض المؤرخين يعزونها إلى وقت لاحق في تاريخ الكنيسة الكاثوليكية، خصوصًا إثر العمل على تعزيز مكانة أسقفية روما على سائر الأسقفيات. وعلى غرار معظم الذين سبقوه فإنه حسب التقليد قد دفن سيكتوس بالقرب من قبر القديس بطرس في تلة الفاتيكان، غير أن خلافات عديدة ناجمة عن مكان جسده حاليًا ومكان رفاته.
وبحسب الدليل البابوي الصادر عن الفاتيكان فإن والده كان قسًا يدعى بيير، وبحسب الدليل أيضًا فإن أهم ثلاثة مراسيم صدرت في عهده هي:
- قراءة الكاهن لبعض المقاطع من القداس الإلهي مع الشعب الحاضر.
- إقرار رمز السمكة، كأحد الرموز المسيحية.
- أن الأساقفة الجدد الخاضعين لسلطة الكرسي الرسولي، لا يتم مباشرتهم لمهامهم قبل زيارة الكرسي الرسولي باستثناء من يوجه له خطاب بمباشرة عمله.

الكاردينال دي رتز، وكما قال ألبان باتلر في كتابه «حياة القديسين» حين أرخ لعيد تذكار سيكتوس الأول في 6 أبريل، قال أن رفاته نقلت إلى دير القديس ميخائيل في لوزين، وقال أيضًا أن الليتورجيا (أو رتبة الاحتفال الديني) المنسوبة إلى القديس سيكتوس الأول إنما هي تعود لسيكتوس الثاني وليس له. وحاليًا يعتبر شهيدًا، ويحتفل بعيده في 6 أبريل.